# Krfska deklaracija
Krfska deklaracija prvi je zajednički politički akt Ministarskog savjeta Kraljevine Srbije i Jugoslavenskog odbora, objavljen 20. srpnja 1917. godine na Krfu u kojem se prvi puta navodi utemeljenje jedne nove zajedničke države nakon Prvog svjetskog rata.
Deklaraciju je u ime Jugoslavenskog odbora potpisao predsjednik Ante Trumbić, a u ime srpske vlade Nikola Pašić. Krfska deklaracija polazi od nacionalnoga jedinstva »troimenog naroda Srba, Hrvata i Slovenaca«. Ujedinjenje je zamišljeno kao spajanje naroda u dotadašnjem sastavu Austro-Ugarske sa Srbijom i Crnom Gorom, a uređenje buduće državne zajednice zamišljeno je kao »ustavna, demokratska i parlamentarna monarhija na čelu s dinastijom Karađorđevića«.  Hrvatski političari prihvatili su deklaraciju vjerujući da će ujedinjenje donijeti slobodu i ravnopravnost svih naroda, a državni ustroj jamčiti demokraciju i parlamentarizam. Načinom na koji je ujedinjenje izvršeno 1. prosinca 1918. godine, kao i donošenjem Vidovdanskog ustava (1921.), u suprotnosti s načelima Krfske deklaracije, bio je otvoren put za veliku Srbiju i unitarizam.

## Povijest
Nakon smrti cara i kralja Franje Josipa I., u Austro-Ugarskoj je na prijestolje 1916. godine došao novi car i kralj Karlo I. U svibnju 1917. godine, Hrvati iz Dalmacije i Slovenci Svibanjskom deklaracijom predložili su da se Austro-Ugarska preuredi na trijalističkom principu, tj. da se uz Austriju i Ugarsku stvori treća jedinica koja bi obuhvatila sve južnoslavenske zemlje u Monarhiji (Bosnu i Hercegovinu, Hrvatsku, Sloveniju, i Vojvodinu). Svibanjska je deklaracija, predviđala rješavanje hrvatskoga pitanja unutar Austro-Ugarske; no taj prijedlog nije bio prihvaćen. Nikolu Pašića uznemiravala je ideja ujedinjenja bez Srbije i trijalizam koji su zahtijevali hrvatski političari tražeći rješenje unutar Dvojne Monarhije.
Članovi Jugoslavenskog odbora zastupali su narodno jedinstvo, pravo samoodredbe naroda, ravnopravnost u organizaciji buduće države i integralno ujedinjenje, a Nikola Pašić ideju velikosrpstva, te je u sjedište izbjegličke srbijanske vlade na otoku Krfu, pozvao predstavnike Jugoslavenskog odbora. 
Nakon mjesec dana pregovaranja Nikola Pašić, kao predstavnik srpske vlade i Ante Trumbić kao predstavnik Jugoslavenskog odbora, potpisali su Krfsku deklaraciju, prilično nejasan i dvosmisleni dokument. Krfsku deklaraciju prihvatio je i Crnogorski odbor za narodno ujedinjenje 27. kolovoza 1917. godine.
| Potpisnici: Nikola Pašić |  | Potpisnici: Nikola Pašić |
| Potpisnici: Nikola Pašić |  | i Ante Trumbić           |

U deklaraciji su se »autorizirani predstavnici Srba, Hrvata i Slovenaca« složili da na bazi samoodređenja naroda i na demokratskim principima osnuju zajedničku jedinstvenu, slobodnu i nezavisnu državu, koja će biti ustavna, demokratska i parlamentarna monarhija s dinastijom Karađorđevića na čelu, a prema toj unitarističkoj ideji, Srbi, Hrvati i Slovenci uzimani su kao jedan narod te se dalje priznavala ravnopravnost njihovih imena, znakova, pisama i vjera, pri čemu se na ostale narode i narodnosti nije ni mislilo.
Krfsku deklaraciju prihvatili su sa zadovoljstvom oporbeni srbijanski političari i predstavnici Jugoslavenskog odbora, koji su vjerovali da će nova država osigurati južnoslavenskim narodima punu slobodu i ravnopravnost, međutim deklaracija je svojom kompromisnošću omogućila Srbiji nadređivanje nesrpskim narodima i zapravo je predstavljala samo proširenu Srbiju.
Frano Supilo, tada već teško bolestan,  pozdravio je Deklaraciju, misleći kako je njome srpska vlada postavila pred Saveznike pitanje jugoslavenskog sjedinjenja, koje je tako postalo međunarodnim, i što je njom bilo isključeno djelomično sjedinjenje koje bi moglo dovesti do komadanja hrvatskih zemalja, tj. do podjele Hrvatske.
Nikola Pašić kasnije je cinički izjavio kako je sve učinjeno radi inozemstva. Deklaracija u Hrvatskoj nije bila oduševljeno primljena, jer je njome negirana hrvatska državnost kojom je Hrvatska gubila sve elemente svoje suverenosti.

## Vanjske poveznice
- Tekst Krfske deklaracije
- Ivan Pederin, Stadler, Pilar i Jugoslavenski odbor u Londonu 1917./1918.
- Ljubo Boban, Hrvatske granice: od 1918. do 1991. godine, fhs.hr